# 兵庫県道3号豊岡瀬戸線
兵庫県道3号豊岡瀬戸線（ひょうごけんどう3ごう とよおかせとせん）は、兵庫県豊岡市を通る主要地方道指定の県道である。

## 概要
兵庫県豊岡市元町と豊岡市瀬戸を結び、全線に渡って円山川に沿っているため、円山川リバーサイドラインという愛称がある。

### 路線データ
- 起点：豊岡市元町（立野橋交差点、国道312号交点）
- 終点：豊岡市瀬戸（瀬戸交差点、兵庫県道・京都府道11号香美久美浜線・兵庫県道159号津居山港線交点）
- 実延長：13.219 km（2013年12月1日現在）

## 歴史
- 1954年（昭和29年）
  - 1月20日 - 建設省（現・国土交通省）が主要地方道豊岡港線を指定。港とは、当時の城崎郡港村に由来。
  - 11月24日 - 兵庫県が主要地方道3号豊岡港線を認定。
- 1955年（昭和30年）4月1日 - 豊岡市が港村を合併。
- 1993年（平成5年）5月11日 - 建設省から、主要県道豊岡港線が豊岡港線として主要地方道に再指定される[1]。
- 2005年（平成17年）4月1日 - 豊岡市が城崎郡城崎町を合併し、本路線は豊岡市完結に。
- 2006年（平成18年）4月1日 - 兵庫県告示第418号の2により現路線名に名称変更。
- 2013年（平成25年）12月1日の国道426号バイパスの供用開始及び旧道の豊岡市道降格に伴い、兵庫県告示第1334号により、起点が変更されて延長が737メートル伸ばされた。また、起点の接続道路も国道426号から国道312号に変わっている。

## 路線状況

### 重用区間
- 兵庫県道9号豊岡竹野線（豊岡市城崎町今津）
- 兵庫県道・京都府道11号香美久美浜線（豊岡市小島・豊岡市瀬戸）

### 愛称
- 円山川リバーサイドライン

## 地理

### 通過する自治体
- 豊岡市

### 交差する道路
| 交差する道路                                                            | 交差する場所 | 交差する場所            |
| ----------------------------------------------------------------------- | ------------ | ----------------------- |
| 国道312号                                                               | 元町         | 立野橋（）交差点 / 起点 |
| 兵庫県道548号楽々浦玄武洞豊岡線                                         | 小田井町     | 堀川橋西詰交差点        |
| 国道178号                                                               | 宮島         | [ 2 ]                   |
| 国道178号                                                               | 一日市（）   | [ 3 ]                   |
| 兵庫県道9号豊岡竹野線 重複区間起点                                      | 城崎町今津   | 城崎大橋西詰交差点      |
| 兵庫県道9号豊岡竹野線 重複区間終点                                      | 城崎町今津   |                         |
| 兵庫県道9号豊岡竹野線 / バイパス                                        | 城崎町湯島   |                         |
| 兵庫県道・京都府道11号香美久美浜線 重複区間起点                         | 小島（）     |                         |
| 兵庫県道・京都府道11号香美久美浜線 重複区間終点 兵庫県道159号津居山港線 | 瀬戸         | 瀬戸交差点 / 終点       |

### 沿線にある施設など
- JR山陰本線 玄武洞駅
- JR山陰本線 城崎温泉駅（旧：城崎駅）
- 豊岡市役所 城崎総合支所（旧：城崎町役場）
- 兵庫県警 豊岡北警察署（旧：城崎警察署）
- 豊岡市役所 湊出張所

### 自然景観
- 円山川

### 名所・旧跡・観光地
- 城崎温泉